# Casa La Madrileña
La casa La Madrileña situada en la Plaza Carlos Castel n.º 8 de Teruel (España) fue diseñada por el arquitecto tarraconense Pablo Monguió para la familia Garzarán y construida hacia 1912 en estilo modernista. 

## Estilo
Responde a la tipología de casa de pisos para alquilar propia de principios del siglo XX y recibe este nombre por el local comercial que originariamente ocupaba la planta baja. Está situado en la plaza Carlos Castel n.º 8 y ocupa una estrecha parcela entre medianeras de unos 4,60 m de fachada y 28 m de profundidad. 
Las limitaciones dimensionales de la parcela, se ven compensadas por el tratamiento de la fachada a la plaza que aprovecha al máximo las posibilidades expresivas del modernismo. La esmerada decoración presenta una composición simétrica en color azul claro combinado con detalles en blanco y estructurada en base al gran óvalo que enmarca los tres huecos de las tres plantas alzadas. En la parte superior, sobre el óvalo, una decoración de líneas curvas forma pliegues en relieve que se funden con las formas sinuosas de las cuatro ventanas del bajo cubierta. La decoración floral de esta parte asemeja guirnaldas que parecen colgar de las cinco zapatas de madera que sustentan el alero decorado con cerámica vidriada en su parte inferior. La rejería se atribuye a Matías Abad y destaca por ser una de las más puramente modernistas de Teruel. 
En su fachada la delicadeza, el dinamismo y el gusto por los motivos naturales, ya sean vegetales o animales (mariposa), propios del modernismo dan lugar a una magnífica composición en la que estructura y decoración forman un todo indisoluble. 
La Casa «La Madrileña» es reflejo de un contexto histórico muy concreto, el de la ciudad de Teruel de principios del siglo XX, y de una nueva clase social burguesa con una mentalidad y unos gustos artísticos muy determinados que, en este caso, Pablo Monguió supo plasmar a la perfección. Por último, podemos decir que exteriormente conserva gran parte de su autenticidad e integridad, pero en el interior, su imagen ha sido algo alterada.